# Quốc ca Cộng hòa Nhân dân Campuchia
"Quốc ca của Cộng hòa Nhân dân Campuchia" (tiếng Khmer: ចម្រៀង នៃ សាធារណរដ្ឋប្រជាមានិត, Bâtchamrieng ney Sathéaranakrấth Pracheameanit Kâmpŭchéa) là quốc ca của Cộng hòa Nhân dân Campuchia từ năm 1979 đến năm 1989. Trong khi Việt Nam và hầu hết các chính phủ Cộng sản công nhận Cộng hòa Nhân dân Campuchia trong thời kỳ tồn tại, Khmer Đỏ, cùng với những người bảo hoàng và Mặt trận Giải phóng Dân tộc Khmer đã thành lập Liên minh chính phủ Campuchia Dân chủ, tiếp tục sử dụng quốc ca của Campuchia Dân chủ. Chính phủ lưu vong này đã được Trung Quốc, Bắc Triều Tiên và hầu hết các chính phủ Khối Tây phương và Liên Hợp Quốc công nhận; như vậy, nhiều nguồn tin phương Tây tiếp tục liệt kê "Dap Prampi Mesa Chokchey" là quốc ca Campuchia cho đến khi khôi phục chế độ quân chủ vào năm 1993.

## Lời
| Lời Khmer | Chuyển tự Latin | Lời Việt |
| --- | --- | --- |
| ពលរដ្ឋកម្ពុជាជាកំលាំងប្ដូរផ្ដាច់ សច្ចាកំទេចអស់ពួកបច្ចាមិត្ត តាំងចិត្តសាមគ្គទើបមានមហិទ្ធិឫទ្ធិ ស៊ូប្ដូរជីវិតបង្ហូរឈាមប្ដូរយកជ័យ។ កងទ័ពកម្ពុជាពុះពោរក្លាហានសំរុក ឧបសគ្គរាំងមុខឆ្លងកាត់សំរេចបាន កំទេចខ្មាំងចង្រៃពូជសាមាន្យ នាំសេរីថ្កើងថ្កានជូនប្រជាជន។ វីរកម្ពុជាបុត្រមោះមុតក្នុងសង្គ្រាម ប្ដេជ្ញាសងឈាមនឹងខ្មាំងសត្រូវ ទង់ជ័យប្រាសាទពណ៌ឈាមខ្ពស់សន្ធៅ នាំជាតិទៅសាងសុខក្សេមក្សាន្ត។ | Polroth Kampuchea chea kamlang phdaur phdach Sachcha kamtech asa puok bachchamitt Tangchett sa maek teub mean mehethearith Sour phdaur cheavit banghor cheam phdaur yok chey. Kangtorp Kampuchea pouh por klahan samrouk Opasak reang mok chlarng kat samrach ban Kamtech khmang chongrai pouk saman Noam serey thkoen thkān chuon pracheachon. Vireak Kampuchea bot mohmout knoung sangkream Phdach nha sang cheam nung khmang satrov Tungchey prasat por cheam khpous santhov Noam cheat tov sang sok ksaem ksant | Toàn dân Campuchia là lực lượng cách mạng, Toàn dân Campuchia thề diệt sạch kẻ thù, Tình anh em làm nên sức mạnh của chúng ta, Nguyện dâng máu xương ta cho ngày đại thắng. Quân dân Campuchia anh dũng tiến lên, Vượt qua mọi rào cản chông gai Kẻ thù gian ác rồi đây cũng lụi tàn, Ta sẽ đem lại tự do no ấm cho nhân dân. Chiến sĩ Campuchia anh hùng xông qua chiến tuyến, Quyết quên thân mình rửa nhục cho dân tộc, Phất cao lá cờ ngôi đền vàng nhuộm máu, Dẫn dắt quốc gia đi đến con đường hạnh phúc! |